# Генеральный штаб Вооружённых сил Украины

Нарукавный знак Генерального штаба Вооружённых Сил Украины с 2017 по 2025 год.

Генеральный штаб Вооружённых сил Украины — главный военный орган по планированию обороны государства, управления применением Вооружённых сил Украины, координации и контроля за выполнением задач в сфере обороны другими образованными в соответствии с законами Украины военными формированиями, органами исполнительной власти, органами местного самоуправления, правоохранительными органами, Государственной специальной службой транспорта и Государственной службой специальной связи и защиты информации Украины.
В Вооружённых силах Украины Генеральный штаб был создан на базе штаба Киевского военного округа после распада Советского Союза и создания Министерства обороны Украины.
В особый период Генеральный штаб является рабочим органом Ставки Верховного Главнокомандующего Вооружённых сил Украины.
Генеральный штаб в своей деятельности руководствуется Конституцией (254к/96-ВР) и законами Украины, постановлениями Верховной рады Украины, актами Президента Украины, Кабинета министров Украины, директивами и приказами Министра обороны Украины, а также Положением «О Генеральном штабе Вооружённых Сил Украины», утверждённым Указом Президента Украины от 21 сентября 2006 года N 769/2006.

## Структура аппарата Главнокомандующего и Генерального Штаба

### Структура аппарата Главнокомандующего ВСУ

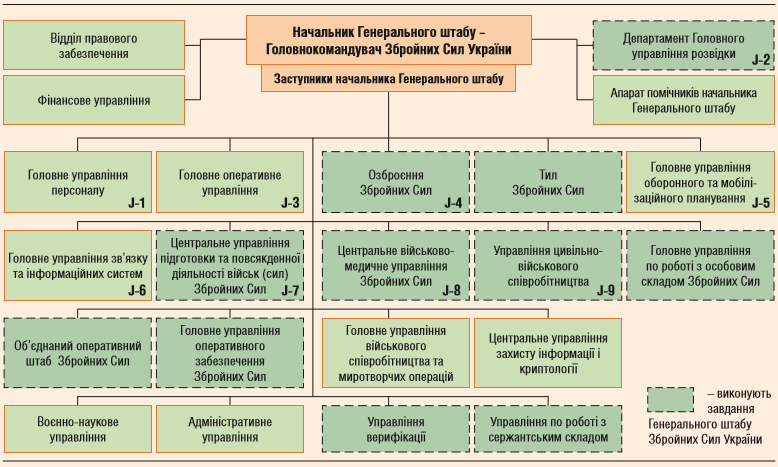
Структура ГШ ВСУ по состоянию на 1.01.2016 г.

- Главнокомандующий Вооружёнными Силами Украины генерал Сырский Александр Станиславович
  - Управление стратегических коммуникаций
  - Управление развития автоматизации
  - Управление внутреннего контроля
  - Аппарат советников
  - Аппарат помощников Главнокомандующего ВСУ
  - Отдел протокола
  - Отделение секретного документального обеспечения

### Структура Генерального Штаба ВСУ
- Начальник Генерального штаба[укр.]
  - Заместители начальника Генерального штаба
  - Административное управление
  - Военно-научное управление
  - Главное управление персонала J-1
  - Разведывательный орган J-2
  - Главное оперативное управление J-3
  - Главное управление логистики J-4
  - Главное управление оборонного планирования J-5
  - Главное управление связи и информационных систем J-6
  - Организация управления доктрин и подготовки J-7
  - Центральное управление оборонных ресурсов J-8
  - Управление гражданско-военного сотрудничества J-9
  - Управление правового обеспечения
  - Финансовое управление
  - Центральное управление беспилотных систем
  - Центральное управление защиты государственной тайны и информации

### Руководство ВСУ
- Заместитель Главнокомандующего Вооружёнными Силами Украины бригадный генерал Андрей Лебеденко
- Начальник Генерального штаба Вооружённых сил Украины генерал-майор Андрей Гнатов
- Заместитель начальника Генерального штаба Вооружённых Сил Украины генерал-майор Владимир Горбатюк[укр.]
- Заместитель начальника Генерального штаба Вооружённых Сил Украины бригадный генерал Алексей Шевченко[укр.]
- Заместитель начальника Генерального штаба Вооружённых Сил Украины генерал-майор Алексей Марченко[укр.]
- Заместитель начальника Генерального штаба Вооружённых Сил Украины генерал-майор Игорь Скибюк
- Заместитель начальника Генерального штаба Вооружённых Сил Украины бригадный генерал Евгений Острянский
- Главный сержант Вооружённых сил Украины[укр.] главный мастер-сержант Александр Косинский[укр.]

### Оценка деятельности
По заключению экспертов американской корпорации RAND, распределение ролей между Генеральным штабом и Министерством обороны Украины скорее ограничивает эффективность и ответственность, чем способствует их воплощению. При этом накладки, пробелы и беспорядок в их функциях затрудняют установление гражданского контроля над военными, который остаётся слабым на всех уровнях, за исключением самого высшего. Это приводит к использованию военных инструментов в тех ситуациях, в которых не исчерпан полностью потенциал урегулирования мирными средствами. Особо отмечается запутанность функций Министерства обороны и Генерального штаба в области военной разведки, которые непонятны даже для их собственного персонала. Причём режим работы обоих военных ведомств сильно замедляет выполнение рутинных действий, а организационная культура имеет тенденцию перекладывать необходимость принятия решений на высшие уровни командования, что заставляет верховных офицеров заниматься вопросами, которые легко можно было бы решить на четыре или пять эшелонов ниже.